# برطله
برطله (به عربی: برطلة) یک منطقهٔ مسکونی در عراق است که در استان نینوا واقع شده‌است.

## نگارخانه

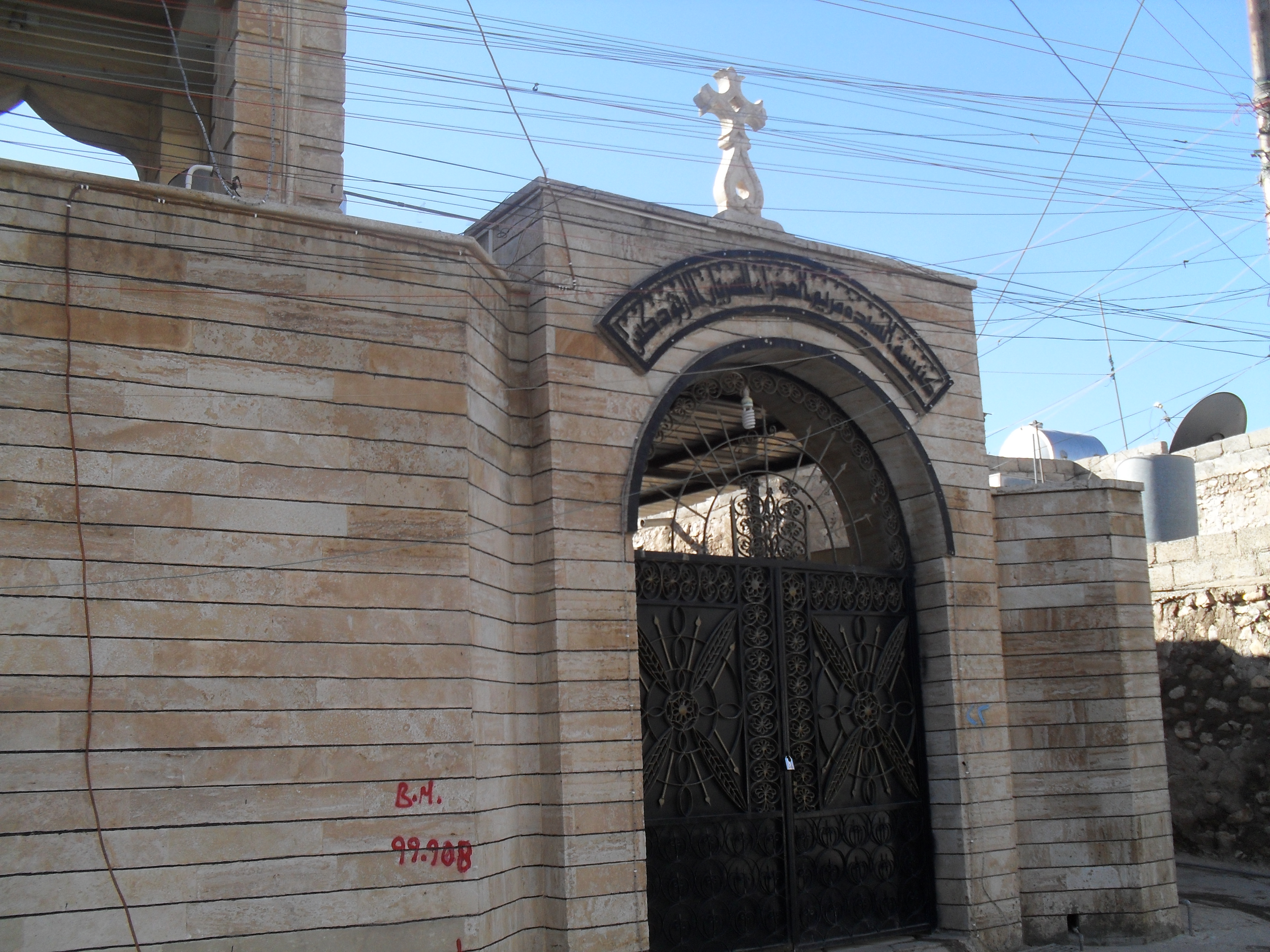
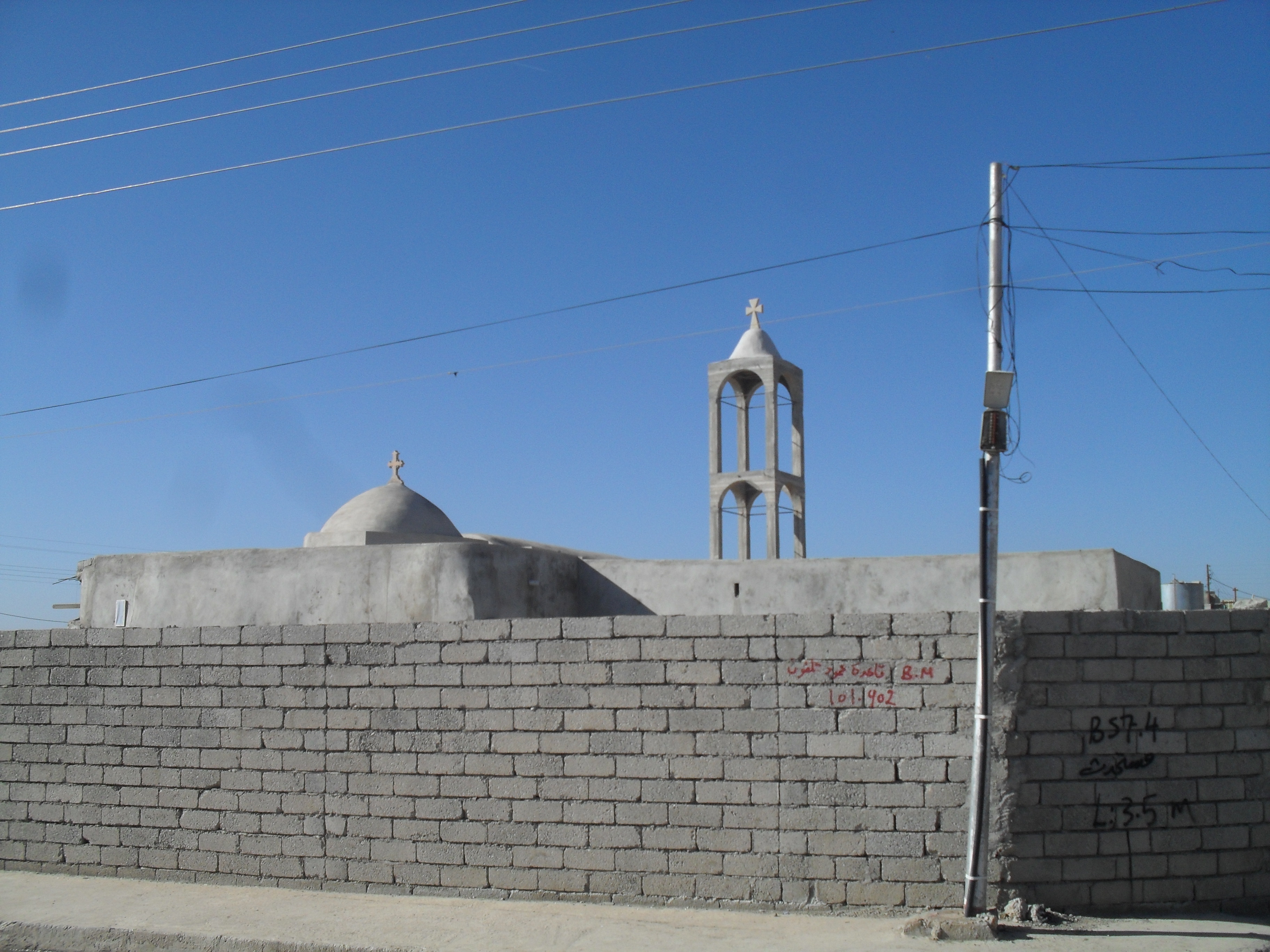
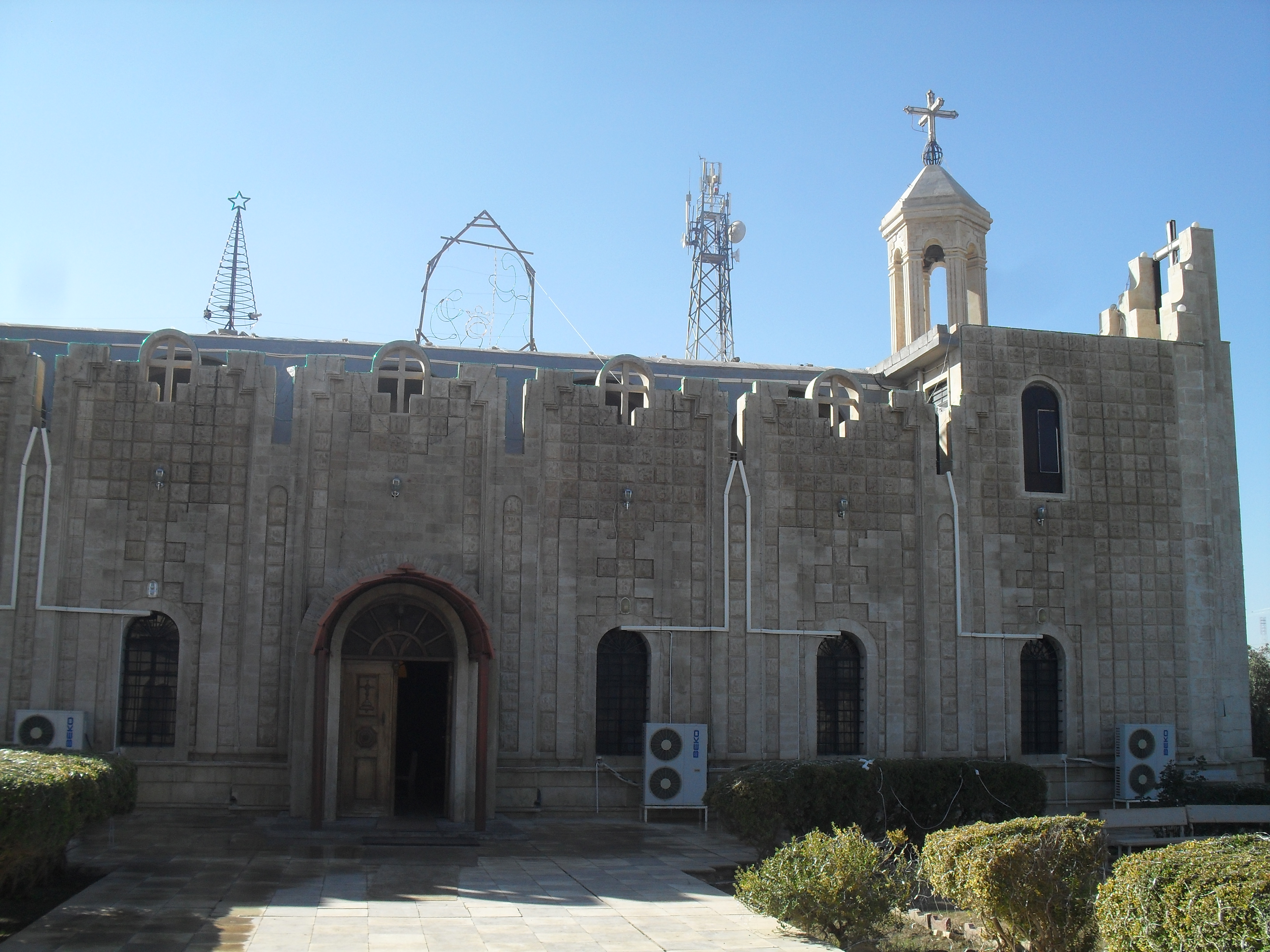

## پیشینه
یاقوت گوید برطلا شهری تجارتی است و در آنجا داد و ستد بسیار می‌شود و اکثر مردم آن مسیحی هستند ولی مسجدی نیکو نیز دارد و گروهی از مسلمانان نیز در آن اقامت دارند. کاهو و سبزیجات آنجا به خوبی ضرب‌المثل است.